# Briga (cantante)
Briga, pseudonimo di Mattia Bellegrandi (Roma, 10 gennaio 1989), è un cantautore e rapper italiano.

## Biografia

### Primi anni
A dodici anni la sua famiglia si trasferisce a Parigi. Tornato a Roma, dopo aver frequentato il liceo classico Cornelio Tacito, viaggia in vari paesi europei per un anno e qualche mese. Nel 2006 si trasferisce in Danimarca, dove comincia a scrivere musica hip hop. Nel 2008 si trasferisce a Madrid, dove entra in contatto con artisti locali.

### 2010-2012:Anamnesi,Malinconia della partenzaeAlcune sere
Nel 2010 ha autoprodotto e pubblicato il suo EP di debutto, intitolato Anamnesi e distribuito dalla 9th Floor. Nel 2011 è stato notato dall'etichetta discografica indipendente Honiro Label, con la quale ha pubblicato per il download gratuito il mixtape Malinconia della partenza. Nel 2012 Briga ha pubblicato il suo primo album in studio Alcune sere per il download gratuito e in formato CD, anticipato dai videoclip dell'omonimo brano Alcune sere e di In rotta per perdere te. Nello stesso anno ha collaborato con vari artisti della scena rap romana, tra cui Gemitaiz e Coez.

### 2014-2016: Partecipazione adAmici 14eNever Again
Nel novembre 2014 è entrato a far parte del cast della quattordicesima edizione del talent show musicale Amici di Maria De Filippi, accedendo poi alla fase iniziale. Nell'aprile 2015 ha ottenuto l'accesso alla fase serale del programma e a giugno è arrivato in finale classificandosi al secondo posto e aggiudicandosi il premio RTL 102.5, assegnato dai radioascoltatori di RTL 102.5 per il suo singolo L'amore è qua.
Il 19 maggio 2015 è stato pubblicato da Honiro Label Never Again, primo album distribuito dalla Universal Music Group. L'uscita di tale pubblicazione era prevista originariamente per fine 2014, ma è stata rimandata a causa della partecipazione di Briga al talent show. Il 26 giugno 2015 Never Again è stato certificato disco di platino dalla FIMI per aver venduto oltre 50 000 copie. Sempre nel mese di giugno, Briga ha partecipato alla terza edizione del Summer Festival classificandosi al secondo posto nella classifica finale della Canzone dell'estate con il singolo L'amore è qua, preceduto solamente da Álvaro Soler con il singolo El mismo sol. Il 29 dello stesso mese è stato pubblicato il videoclip di un altro brano estratto da Never Again, intitolato Esistendo, mentre il 21 agosto ha partecipato come ospite alla penultima serata del Deejay on Stage a Riccione, cantando alcuni suoi brani.
Il 31 agosto 2015 Briga è stato invitato dai Dear Jack in occasione del loro concerto all'Arena di Verona, duettando sul brano L'amore è qua ed eseguendo un mash-up tra il suo brano Non più una bugia e Le strade del mio tempo dei Dear Jack. Il 5 settembre viene invitato da Antonello Venditti allo Stadio Olimpico per la prima data del Tortuga Tour 2015, duettando nei brani Dalla pelle al cuore e Roma Capoccia. Il 27 dello stesso mese è stato ospite dell'evento di beneficenza Amici a Cividale organizzato da Elisa, dove ha eseguito alcuni suoi brani in versione acustica.
Il 29 settembre ha preso parte alla settima edizione dell'Hip Hop Tv B-Day Party tenuto presso il Forum di Milano, esibendosi con una versione acustica di Sei di mattina. Il 9 ottobre è stato pubblicato il singolo in duetto con Gigi D'Alessio intitolato Guaglione, rivisitazione dell'omonimo brano del 1956 e contenuto nell'album Malaterra del cantautore napoletano. Nello stesso giorno è inoltre partito il Never Again Live Tour, durante il quale Briga è stato accompagnato da un gruppo spalla; alle varie tappe del tour hanno preso parte anche alcuni ospiti d'eccezione, tra i quali Gianluca Grignani, Lorenzo Fragola e Alessio Bernabei, oltre ai suoi colleghi della Honiro Label. Nello stesso periodo ha inoltre preso parte alle riprese del film Zeta - Una storia hip-hop, diretto da Cosimo Alemà.

### 2016-2017:Talento
Nel mese di marzo 2016 Briga ha firmato un nuovo contratto discografico con la Sony Music, annunciando inoltre di essere al lavoro su un terzo album in studio. Il 19 aprile 2016 è stato pubblicato il primo libro di Briga, intitolato Non odiare me, romanzo autobiografico scritto in collaborazione con Andrea Passeri ed edito da Rai Eri.
Il 23 maggio 2016 il cantautore ha rivelato attraverso alcuni social network la pubblicazione del singolo Baciami, uscito il 27 dello stesso mese, mentre nel settembre dello stesso anno è uscito un secondo singolo, intitolato Mentre nasce l'aurora. In concomitanza con il lancio di quest'ultimo singolo, il cantautore ha annunciato il titolo del terzo album, Talento, e la relativa data di pubblicazione, fissata al 7 ottobre. Il 16 dicembre è uscito il terzo singolo Diazepam, seguito il 13 marzo 2017 dal videoclip del brano Mily, diretto dallo stesso Briga insieme a Jonathan Jones. Qualche giorno dopo ha prestato la voce nella sigla del cartone animato Miraculous con la collega Gaia.

### 2017-2019:Che cosa ci siamo fatti, Sanremo 2019 eIl rumore dei sogni - Collection
Il 9 giugno 2017 Briga ha pubblicato il singolo inedito Nel male e nel bere, seguito il 18 maggio dell'anno seguente da un altro inedito, Che cosa ci siamo fatti, che ha anticipato l'uscita del quarto album in studio omonimo, uscito il 1º giugno.
Nel 2019 ha preso parte al 69º Festival di Sanremo in coppia con Patty Pravo con il brano Un po' come la vita, classificandosi al ventunesimo al termine della manifestazione. Nello stesso anno ha pubblicato la sua prima raccolta discografica, Il rumore dei sogni - Collection.

### 2021-2022:Lunga vita
Nel 2021 ha pubblicato il singolo Non mi regolo, in collaborazione con Gemitaiz e Il Tre, che ha anticipato l'uscita del suo quinto album in studio Lunga vita, uscito il 10 dicembre.
Nel 2022 ha fondato l'etichetta 21co con la collaborazione di Mamo Giovenco, Emanuela Sempio, Gabriele Costanzo, Giordana Angi e Fascino PGT.

### 2024-presente:Sentimenti
Nei mesi di novembre e dicembre 2024 è tornato sulla scena musicale pubblicando i singoli Vieni con me e Buonanotte Roma.
Nel 2025 è tornato in tour tra Roma, Milano e Napoli con Never Again 10 Years Anniversary che celebra il decimo anniversario dell'album Never Again. Il 6 giugno ha pubblicato il suo sesto album in studio Sentimenti.

## Vita privata
Dal novembre 2019 è legato sentimentalmente all'attrice Arianna Montefiori. I due si sono sposati a Roma, nella basilica di San Pietro in Vaticano, il 18 dicembre 2021.

## Discografia

### Album in studio
- 2012 – Alcune sere
- 2015 – Never Again
- 2016 – Talento
- 2018 – Che cosa ci siamo fatti
- 2021 – Lunga vita
- 2025 – Sentimenti

### Raccolte
- 2019 – Il rumore dei sogni - Collection

## Programmi televisivi
- Amici di Maria De Filippi 14 (Canale 5, 2014-2015) - concorrente

## Partecipazioni a manifestazioni canore
- Festival di Sanremo (Rai 1)
  - 2019 – 21º posto con Un po' come la vita, in duetto con Patty Pravo

## Filmografia
- Zeta - Una storia hip-hop, regia di Cosimo Alemà (2016)

## Opere
- Mattia Briga e Andrea Passeri, Non odiare me, Rai Eri, 19 aprile 2016, ISBN 978-8839716828.

## Riconoscimenti
- Amici di Maria De Filippi
  - 2015 – Premio RTL 102.5 per L'amore è qua[11]
  - 2025 - Premio Microfono d’Oro in Campidoglio a  Roma